# Kalibo-Feuchtgebiet
Koordinaten: 11° 36′ N, 122° 24′ O
Das Kalibo-Feuchtgebiet (englisch Kalibo wetlands) liegt an der Nordküste der Insel Panay auf den Philippinen. Es dehnt sich auf einer Fläche von ca. 250 km² unweit der Gemeinde Kalibo, New Washington und Altavas aus.
Das Kalibo-Feuchtgebiet wird durch den Aklan-River gebildet, der an seiner Mündung ein ausgedehntes Delta, von der Batan-Bucht bis zur Banga-Bucht, ausbildet. Im Inneren des Deltas bildet sich ein ausgedehntes Flussmarschland aus, das eine große Anzahl von kleineren Bächen, Tümpeln und flachen küstennahen Lagunen aufweist. Im Küstenbereich erstrecken sich ausgedehnte Mangrovenwälder, denen große Wattflächen vorgelagert sind. Im Mündungsbereich des Aklan-Rivers sind auch Sandstrände und Felsküsten zu finden. Die Salinität der Buchten und Lagunen reicht von 16 bis 31 p.p.t. Landwirtschaftlich genutzte Flächen im Wassereinzugsgebiet des Aklan-Rivers umfassen 102,60 km², die auch Teile des Flussdeltas umfassen. Der Artenreichtum in den Kalibo-Feuchtgebieten ist sehr groß, so wurden 39 Arten von Krebsen gefunden, die 22 Gattungen zugeordnet wurden.
Das Klima in der Region des Kalibo-Feuchtgebietes ist tropisch feuchtwarm mit einer ausgeprägten monsunalen Regen- und Trockenzeit. Die Trockenzeit dauert von Januar bis April, den Rest des Jahres fallen zum Teil starke Niederschläge. Die jährliche durchschnittliche Niederschlagsmenge beträgt ca. 3.800 mm/m² und die durchschnittliche Jahrestemperatur beträgt ca. 27 °C.